# حفرة دهليز المهبل
حفرة دهليز المهبل هي انخفاض على شكل مركب بين المهبل (أو غشاء البكارة) ولجام الشفرين الصغيرين.
يمكن رؤية فتحة غدة بارتولين بين غشاء البكارة والشفرين الصغيرين على الجانب الآخر.

## صور إضافية

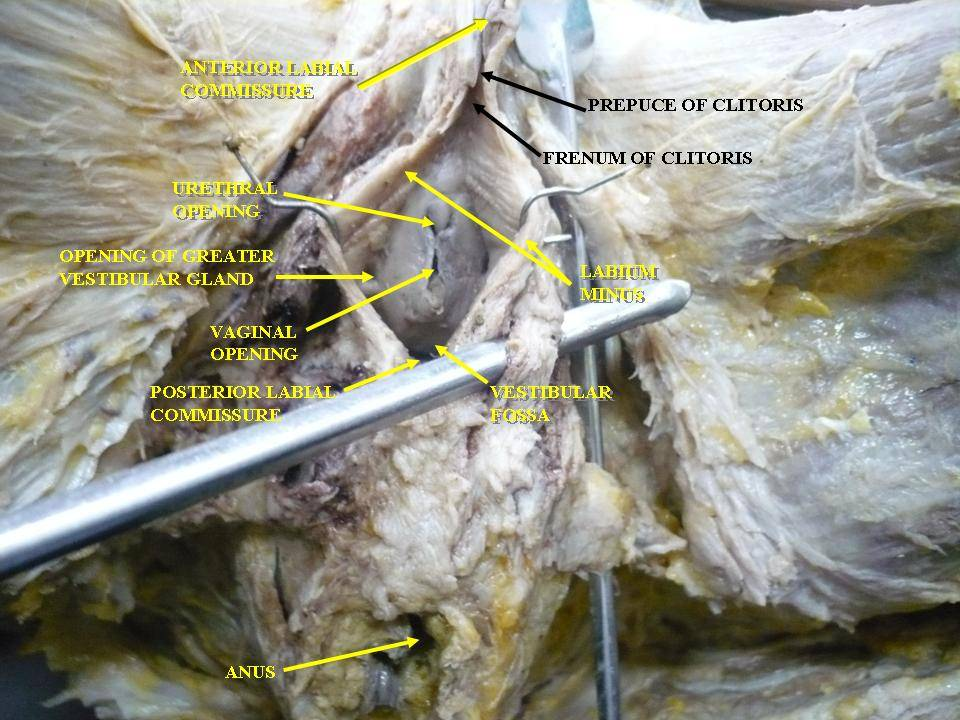
تشريح يظهر فيه حفرة دهليز المهبل.
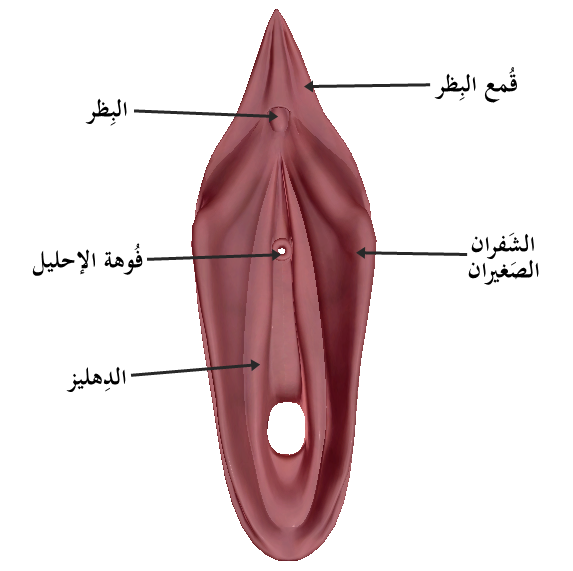
جُزء من الجهاز التناسُلي الأنثوي يظهر في البظر وَقُمع البِظر وَالشَفران الصغيران والدهليز وفوهة الإحليل